# Municipio de Tansem
El municipio de Tansem (en inglés: Tansem Township) es un municipio ubicado en el condado de Clay en el estado estadounidense de Minnesota. En el año 2010 tenía una población de 259 habitantes y una densidad poblacional de 2,77 personas por km².

## Geografía
El municipio de Tansem se encuentra ubicado en las coordenadas 46°41′19″N 96°14′48″O / 46.68861, -96.24667. Según la Oficina del Censo de los Estados Unidos, el municipio tiene una superficie total de 93.36 km², de la cual 92,09 km² corresponden a tierra firme y (1,36 %) 1,27 km² es agua.

## Demografía
Según el censo de 2010, había 259 personas residiendo en el municipio de Tansem. La densidad de población era de 2,77 hab./km². De los 259 habitantes, el municipio de Tansem estaba compuesto por el 97,68 % blancos, el 0,39 % eran afroamericanos, el 0,77 % eran amerindios y el 1,16 % eran de una mezcla de razas. Del total de la población el 1,16 % eran hispanos o latinos de cualquier raza.